# Carrozzeria Sibona-Basano
Die Carrozzeria Sibona-Basano, s.n.c., kurz Sibona-Basano, ist ein ehemaliges italienisches Unternehmen für Karosseriebau und Automobildesign.
Der Sitz der Gesellschaft lag in Turin, die maßgeblichen Personen waren Pietro Sibona sowie die Brüder Elio und Emilio Basano. Das Unternehmen, das überwiegend im handwerklichen Stil arbeitete, stieg 1963 zum Automobilhersteller auf, als es den selbst entworfenen offenen Strandwagen Decathlon einzelstückweise produzierte und vertrieb.

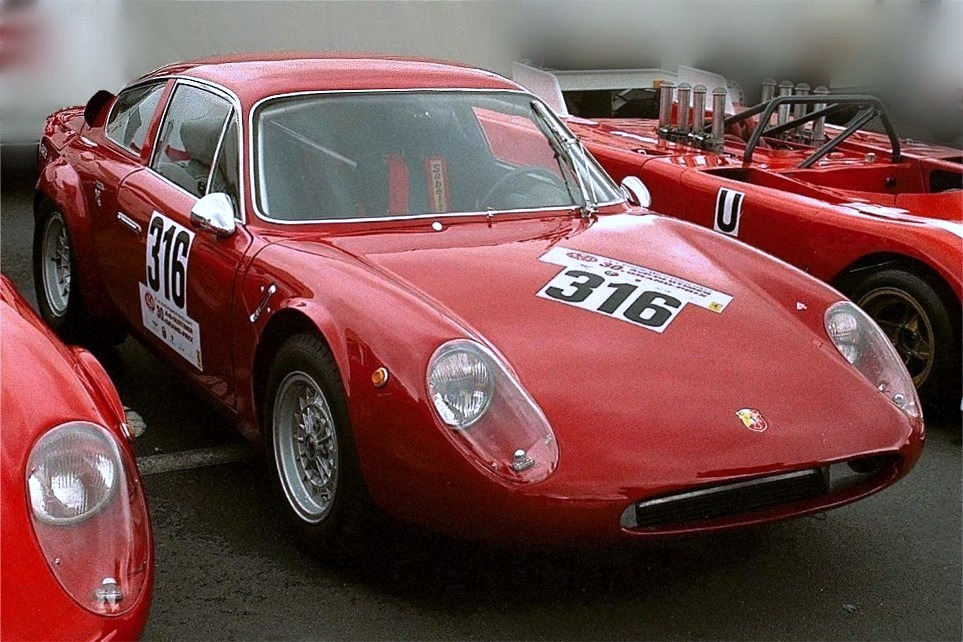
Ein Abarth Simca 1300 GT (Serie 2/Longnose) mit einer Leichtmetall-Karosserie von Sibona-Basano aus den Jahren 1965/66

Das Unternehmen bestand nur von 1962 bis 1966 und zeichnete sich durch eine ungewöhnlich breite Modellpalette von der Design- und Konzeptstudie eines Stadtwagens bis hin zum Hochleistungssportwagen aus. Manche Aufbauten zeigten ungewöhnlich gestaltete Details und bestanden bereits aus Kunststoff; das Turiner Unternehmen war damit – jedenfalls im italienischen Automobilbau – ein Vorreiter in der Kunststoffverarbeitung. Ein weiteres Merkmal war die Zusammenarbeit mit verschiedenen namhaften Designern aus unterschiedlichen Ländern.
Automobile mit Karosserien von Sibona-Basano sorgten vielfach für außergewöhnliche Aufmerksamkeit in Zeitungen und Fachzeitschriften sowie auf den zeitgenössischen Automobilausstellungen, vor allem in Italien, der Bundesrepublik Deutschland, Frankreich und den Vereinigten Staaten von Amerika. Von Sibona-Basano eingekleidete Automobile erzielten seit 2010 wiederholt Verkaufspreise im sechsstelligen Dollar- und Euro-Bereich.

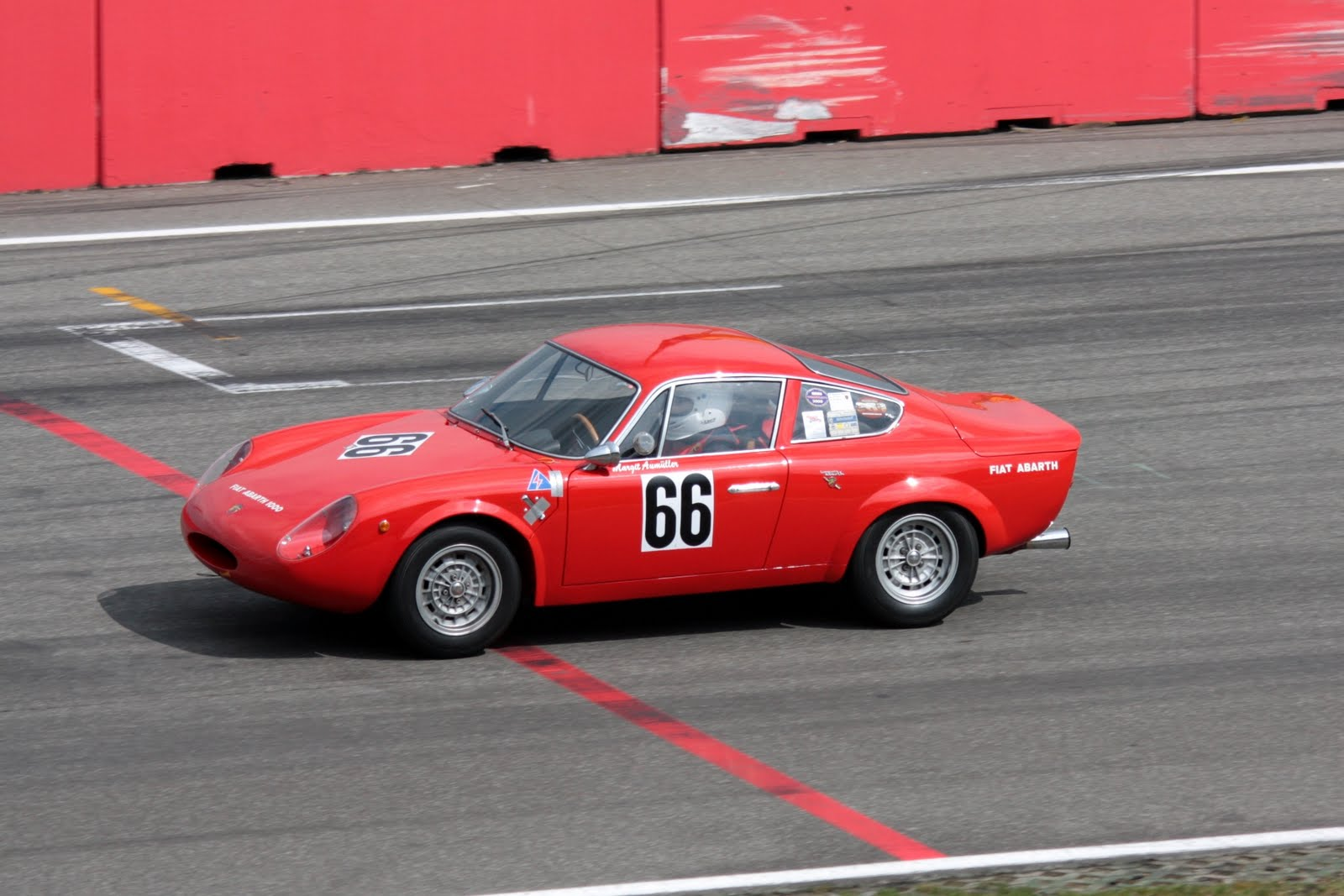
Ein Fiat Abarth 1000 Bialbero (Longnose) mit einer Leichtmetall-Karosserie von Sibona-Basano aus den Jahren 1963 bis 1966 und geringfügig kleineren Abmessungen als beim Abarth Simca.

## Überblick
Sibona-Basano gehört zu den weniger bekannten italienischen Unternehmen für Karosseriebau und Automobildesign und war mit einer Bestandsdauer von nicht einmal fünf Jahren vergleichsweise kurzlebig. Die Gründung fiel in eine Zeit, als viele Großserienhersteller von Automobilen ihre Fertigung umstellten und mehrere alteingesessene Karosseriebauer ihren Betrieb aufgaben. Der Wechsel von Fahrgestellen mit separat aufgesetzten Karosserien zu selbsttragenden Konstruktionen erschwerte die Gestaltung und den Bau eigenständiger Karosserievarianten sowie die Kleinserienfertigung allgemein.
Eine Besonderheit von Sibona-Basano war das ungewöhnlich breite Spektrum an Fahrzeugkarosserien. In nicht einmal fünf Jahren fertigte das Unternehmen einschließlich der beiden Ausführungen des Strandwagens Decathlon nicht weniger als 17 verschiedene Karosserien. Dabei nutzte es mit Bodengruppen von Abarth, AC Cars, Bizzarrini, Fiat, Ghia, Glas, NSU, Simca und Studebaker eine ungewöhnlich große Vielfalt an Ausgangsfahrzeugen.
Mit Rennsportwagen, die von Sibona-Basano karossiert wurden, gewann Abarth von 1965 bis 1967 dreimal in Folge die Sportwagen-Weltmeisterschaft in der Division I (bis 1300 cm³ Hubraum). Hinzu kam der Klassensieg beim 24-Stunden-Rennen von Le Mans 1967.
Wiederholt lobten Designer die Zusammenarbeit mit Pietro Sibona und den Basano-Brüdern. Der US-amerikanische Designer Brooks Stevens, der Anfang der 1960er-Jahre bei Studebaker unter sehr starkem Kostendruck stand, beschrieb die Zusammenarbeit mit Sibona-Basano wie folgt:

„Glücklicherweise entdeckte ich die kleine Karosseriewerkstatt in Turin namens Sibona-Basano. Ich ging rein, und da hing Wäsche auf der Leine und Hühner rannten herum. Ich holte die beiden kleinen Kerle heraus und füllte sie mit Camparis ab. Wir holten gute Preise aus ihnen heraus – 16.500 Dollar pro Wagen –, ein unglaublich geringer Preis. Noch besser, die fertigen Fahrzeuge waren eines Pininfarina würdig.“

Stevens bezeichnete sie als „juwelenhaft“ und erinnerte sich weiter, dass Sherwood H. Egbert (der Generaldirektor von Studebaker) von ihnen sehr angetan gewesen sei. „Von ganzem Herzen empfahl“ Brooks Stevens das Turiner Unternehmen weiter, als Virgil M. Exner sen. und jun. einen preiswerten Betrieb zum Bau der Mercer-Cobra suchten. Virgil Exner jun. sagte zu der Kooperation mit Sibona-Basano: „Es war wunderbar, mit ihnen daran zu arbeiten.“
Während der Vorgeschichte des Unternehmens sowie in seinen Anfängen und am Ende bestanden Verbindungen zu den großen Turiner Karosseriebauunternehmen Ghia unter Führung von Luigi Segre und OSI mit Sergio Sartorelli.
Während des Bestehens existierten Verbindungen
- zu dem italienischen Sportwagen-Hersteller Abarth über dessen Gründer Carlo Abarth,
- zu dem US-amerikanischen Automobilhersteller Studebaker über den Designer Brooks Stevens,
- zu den US-amerikanischen Designern Virgil M. Exner sen. und Virgil M. Exner jun.,
- über den italienischen Designer Pio Manzù zu dem in der Bundesrepublik Deutschland entstandenen Team Autonova um den deutschen Motorjournalisten Fritz B. Busch sowie
- zu dem italienischen Sportwagenhersteller Bizzarrini über das Designhaus Stile Italia.

Unter den italienischen Fahrzeugunternehmen war die Carrozzeria Sibona-Basano eines der ersten, das neben den damals üblichen Materialien wie Leichtmetall oder Stahlblech bereits glasfaserverstärkten Kunststoff (GFK) nutzte, um große Karosserieteile mit niedrigem Gewicht herzustellen. Treibende Kraft war hierbei derjenige der Basano-Brüder, der für die Gestaltung verantwortlich war. Eines der ersten Projekte mit diesem Material betraf den Oberdeckaufbau eines Doppelstockbusses mit Berliet-Fahrgestell. Aus dem gleichen Material produzierte Sibona-Basano 1963 Kabinen für Standseilbahnen in Serie. Außer Fahrzeugteilen stellte Sibona-Basano auch große Dach-Elemente aus GFK her, insbesondere zweihundert Stück, mit denen zeitweise ein Teil des Marktplatzes an der Porta Palazzo in Turin überdacht war. Jedes Element maß 350 × 350 × 60 Zentimeter und bildete ein Pyramidendach. Achtzig Elemente waren transparent, die übrigen durchgefärbt. Die Fläche, die damit überdacht werden konnte, entsprach somit annähernd einem halben Fußballplatz.

## Vorgeschichte und Gründung der Gesellschaft
Die ganz überwiegende Mehrzahl der Quellen behandelt die Geschichte des Turiner Unternehmens Sibona-Basano nur am Rande. Im Mittelpunkt dieser Quellen stehen zumeist andere Karosseriebauunternehmen wie OSI oder Ghia, einzelne Designer wie Brooks Stevens oder Virgil Exner sen. oder bestimmte Automobilmodelle von Abarth, Studebaker oder die Mercer-Cobra. Erstmals 2015 stellte ein Automobilhistoriker, der Italiener Elvio Deganello, das Unternehmen Sibona-Basano in den Mittelpunkt einer Veröffentlichung. Seine Ergebnisse weichen jedoch in mehreren Punkten erheblich von dem bisherigen Kenntnisstand ab, so zu der Stellung von Elio Basano im Unternehmen, zu dem Vornamen seines Bruders und zur Vorgeschichte der Gesellschaft.

### Der Kenntnisstand nach der ganz überwiegenden Mehrzahl der Quellen
Schon um 1960 hatten die beiden jungen Brüder Elio und Emilio Basano in Turin eine kleine Werkstatt zum Bau von Prototypen-Fahrzeugen aufgebaut. Sie lag in der Nähe der Carrozzeria Ghia und des noch jungen Unternehmens OSI, die wirtschaftlich eng miteinander verbunden waren und in den Bereichen Karosseriedesign, Karosseriebau sowie Fertigung von automobilen Einzelstücken und Kleinserien einen guten Ruf genossen. Gemeinsam arbeiteten die Brüder Basano als selbstständige, unabhängige Unternehmer im handwerklichen Stil an verschiedenen Ghia- und OSI-Projekten mit.
Pietro Sibona war zu dieser Zeit als Meister für Metallbearbeitung und -verarbeitung bei Ghia tätig. Im Jahr 1962 verließ er das Unternehmen und wurde zum maßgeblichen Partner der Brüder Basano. Gemeinsam gründeten sie in Turin das Unternehmen Carrozzeria Sibona-Basano, s.n.c. mit Geschäftsräumen in der Via Eritrea, 23. Als Rechtsform nutzten sie die Società in nome collettivo, der in Deutschland die Offene Handelsgesellschaft (oHG) entspricht, in Österreich die Offene Gesellschaft (OG) und in der Schweiz die Kollektivgesellschaft, jeweils mit persönlicher Haftung aller Gesellschafter.

### Neuere, abweichende Rechercheergebnisse

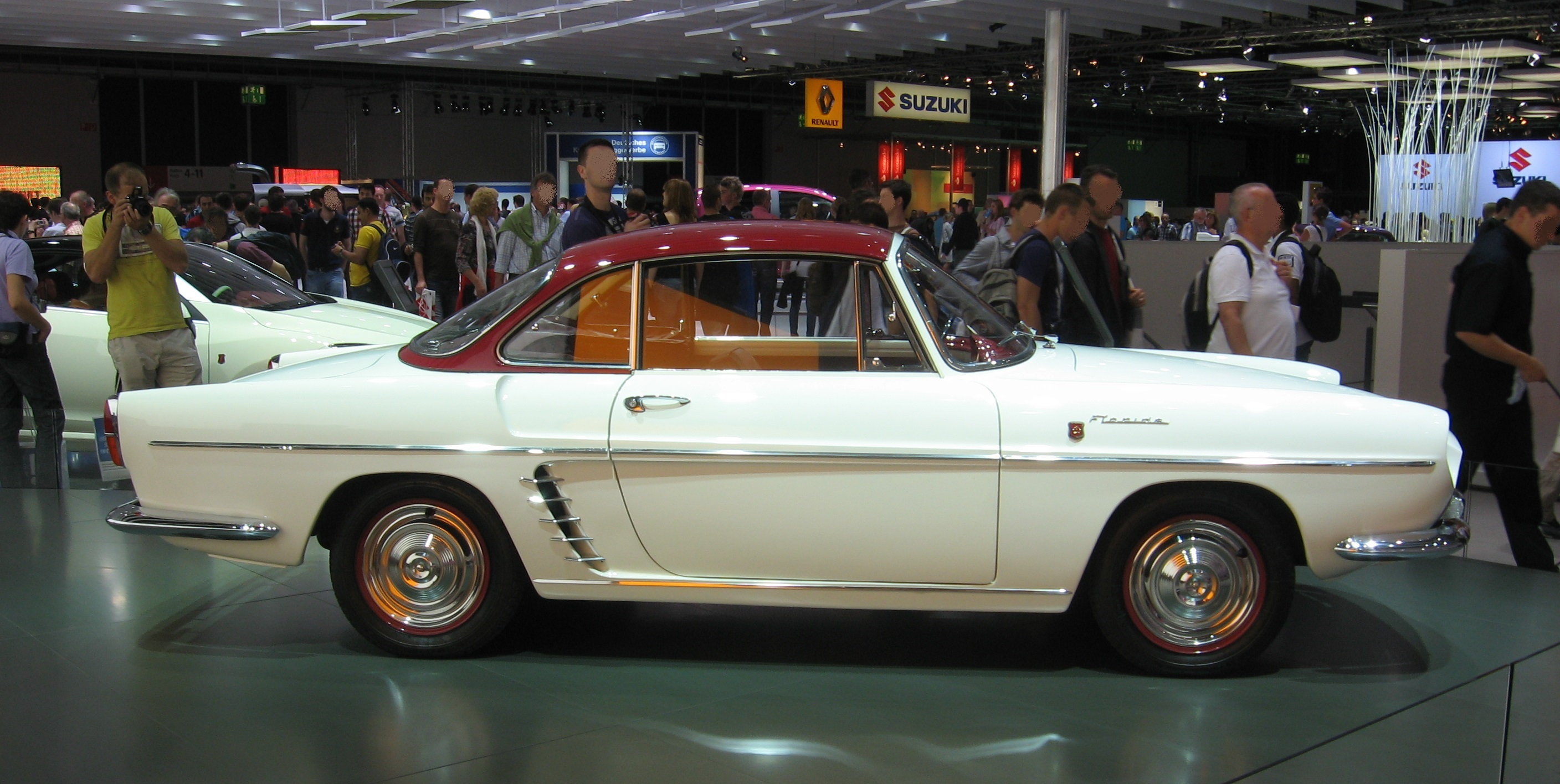
Ein Renault Floride: Für Pietro Frua arbeiteten Sibona und Basano um 1958 als selbständige Subunternehmer an einem Prototyp dieses Modells.

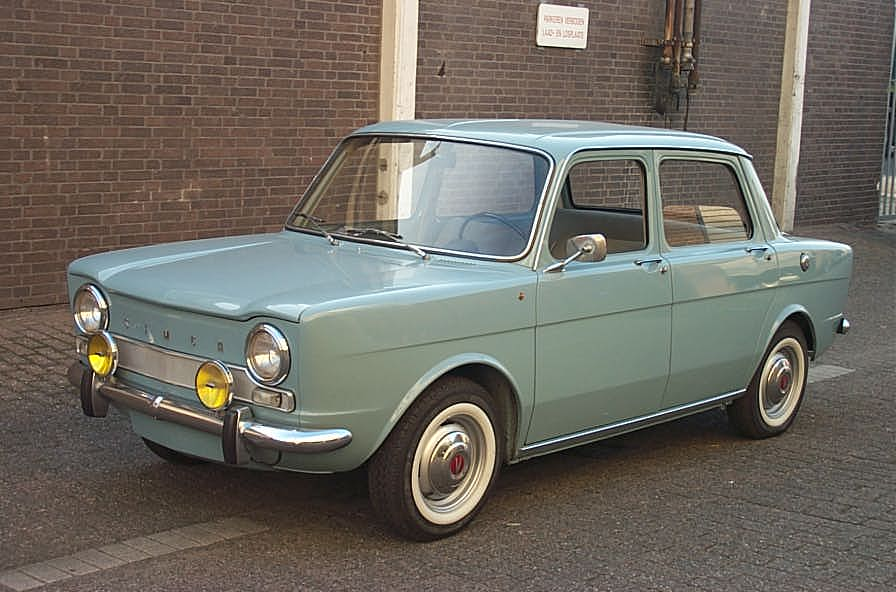
Ein Simca 1000: Arbeiten an Prototypen dieses Modells führten um 1959 zu einem vorübergehenden Wechsel von Sibona und Basano von Turin nach Paris.

In einer Veröffentlichung von 2015 bezeichnet der Fachbuchautor Deganello abweichend von der überwiegenden Mehrzahl der Darstellungen Elio Basano nicht als Mitbegründer und -inhaber, sondern „nur“ als angestellten Büroleiter von Sibona-Basano. Schon vorher hatten zwei Internetquellen neben Sibona nur einen – nicht näher bezeichneten – Mann namens Basano beziehungsweise nur Emilio Basano als Mitbegründer und -inhaber des Unternehmens angegeben.
Zudem nennt Deganello in seiner Veröffentlichung von 2015 statt Emilio Basano durchgängig und erstmals den Namen Walter Basano, ferner als Geburtsdatum den 8. September 1933 in Turin. Walter und Elio Basano sind hiernach die Neffen des Fahrzeugdesigners und Karosseriebauers Alfredo Vignale. Bei der Carrozzeria Sibona-Basano befasste sich Walter Basano demnach in leitender Funktion mit den handwerklichen und gestalterischen Aufgaben.
Bei dem Fahrzeugdesigner und Karosseriebauer Battista „Pinin“ Farina hatte Walter Basano das Formen von Blechen gelernt und sich anschließend das Zeichnen und Gestalten von Automobilkarosserien angeeignet. Im Jahr 1956 erhielt er dort trotz seines Ansehens nach mehrjähriger Betriebszugehörigkeit die Kündigung, als sein Beitritt zu einer als linksextrem angesehenen Gewerkschaft bekannt wurde. Er wechselte daraufhin zur Carrozzeria Boano, wo er erstmals auf den damals 31-jährigen Pietro Sibona traf. Als Sibona später wegen Meinungsverschiedenheiten mit dem Sohn des Inhabers kündigte, folgte ihm Basano aus Solidarität nach.
Nach Deganello begann eine erste Zusammenarbeit von Sibona und Basano auf selbstständiger Basis nicht erst Anfang der 1960er-Jahre, sondern schon gegen 1958. In einer Garage am Corso Francia in Turin arbeiteten sie um 1958/59 für Pietro Frua an einer Prototypenkarosserie des Renault Floride. Es folgten der Umzug in eine größere Werkstatt in der Via Eritrea, 21–23 sowie um 1959/60 Arbeiten an einem Vorläufer des Simca 1000; Fiat hatte den Entwurf als Projekt 122 begonnen, dann aber auf Wunsch des Chefingenieurs Dante Giacosa an das damals noch mehrheitlich zu Fiat gehörende französische Unternehmen abgegeben.
Auf Wunsch der Simca-Führungskraft Luchino Revelli de Beaumont, eines Italieners, wechselten die Mitarbeiter der Turiner Werkstatt in das Centro Stile Simca nach Paris, um dort weiter an den Prototypen des Simca 1000 zu arbeiten. In Paris kam es jedoch zu Spannungen mit dem überwiegend französischen Stammpersonal, sodass die Italiener 1960 in die Via Eritrea nach Turin zurückkehrten. In den Jahren 1960/61 entstanden dort vorbereitende Modelle der Stylingstudie Selene II im Auftrag der Carrozzeria Ghia und mehrere Coupé-Sonderkarosserien auf Basis des Alfa Romeo 2000 für die Carrozzeria Vignale. Ferner kam die kleine Werkstatt nach Deganello schon zu diesem Zeitpunkt erstmals mit dem Sportwagenhersteller Abarth in Kontakt und übernahm als Subunternehmen den Bau von Karosserien der Modelle 1000 Bialbero und Monomille in einer Auflage von zwei bis drei Exemplaren pro Woche. Zudem entstand in der Werkstatt die Karosserie der Chevrolet Corvette Kelly-Vignale im Auftrag der Carrozzeria Vignale, die der US-amerikanische Designer Gordon Kelly, ein Angestellter aus dem Designhaus von Brooks Stevens, entworfen hatte.

## Chronologie

### 1962 – Die Anfänge derSocietà
Einer der ersten Aufträge, die mit der Gründung als rechtsfähige Gesellschaft 1962 erteilt wurden, stammte von Ghia und betraf die Umsetzung eines äußerst ungewöhnlichen Entwurfs des Designers Virgil M. Exner jun. Das dreirädrige Experimentalfahrzeug mit einzelnem Vorderrad ähnelte den späteren Fahrzeugen für Landgeschwindigkeitsrekorde; sein raketenartiger Rumpf war über kurze „Tragflächen“ mit den Hinterrädern verbunden, deren Verkleidungen an die Seitenleitwerke von Flugzeugen erinnern. Das Design wird mitunter als „wild“ beschrieben.
Luigi „Gigi“ Segre, der damalige Ghia-Chef, sah darin zunächst einen geeigneten Nachfolger für die ab 1960 entworfene, unter Mitwirkung von Sibona und Basano gebaute und 1962 präsentierte Designstudie Ghia Selene II, die mit ihrer futuristischen Gestaltung für großes Aufsehen gesorgt hatte. Ghia gab das Projekt jedoch vorzeitig auf, als die italienische Presse das Konzept als zu radikal bezeichnete.
Vereinzelt findet sich für diese Stylingstudie die Bezeichnung Ghia Selene III.

### 1963 – Auftragsfertigung und selbst gestaltete Fahrzeuge

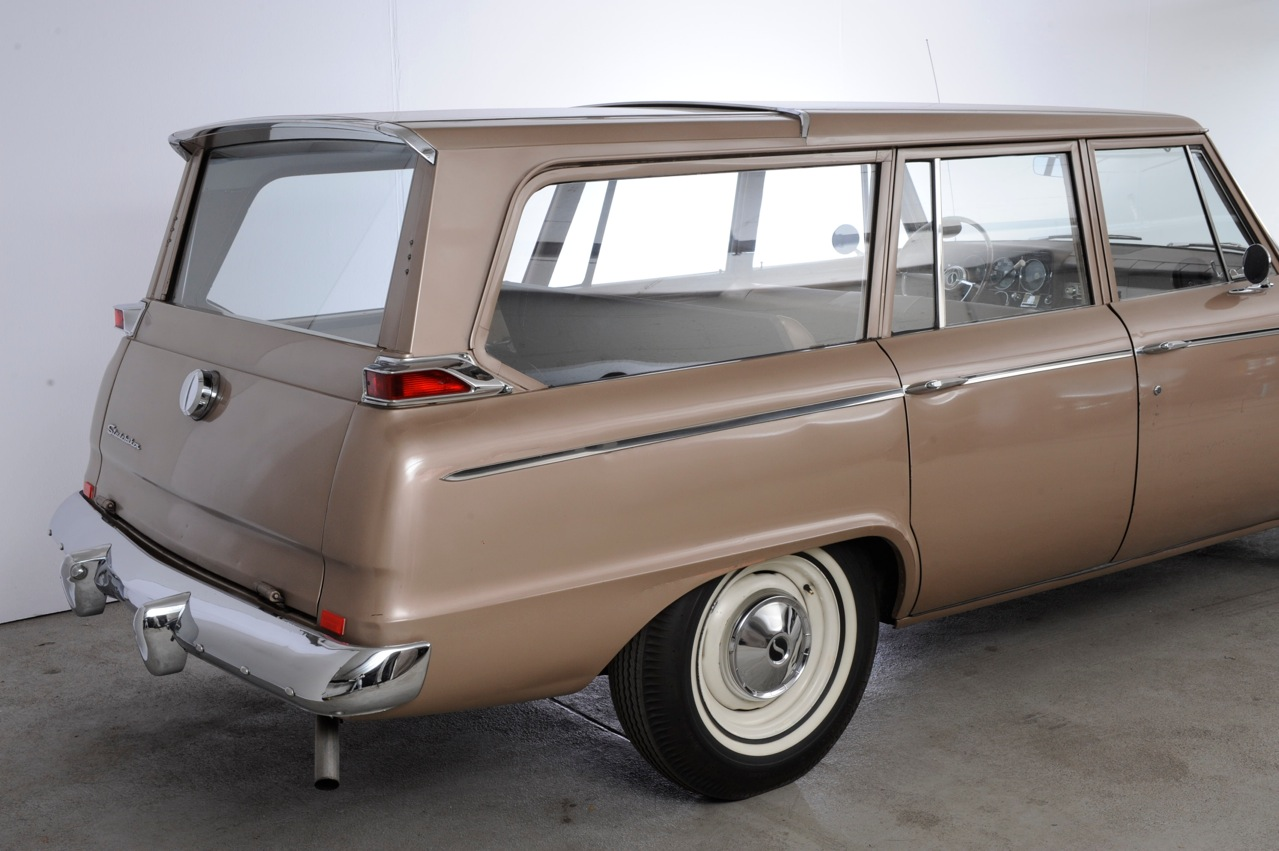
Der Studebaker Wagonaire, das Ausgangsmodell für die 1963 von Stevens gestaltete und von Sibona-Basano gebaute Studie Studebaker Lark Skyview; beide besitzen das charakteristische, von Stevens schon früher entworfene „Schiebedach“ über der Ladefläche für besonders hohe Ladung.

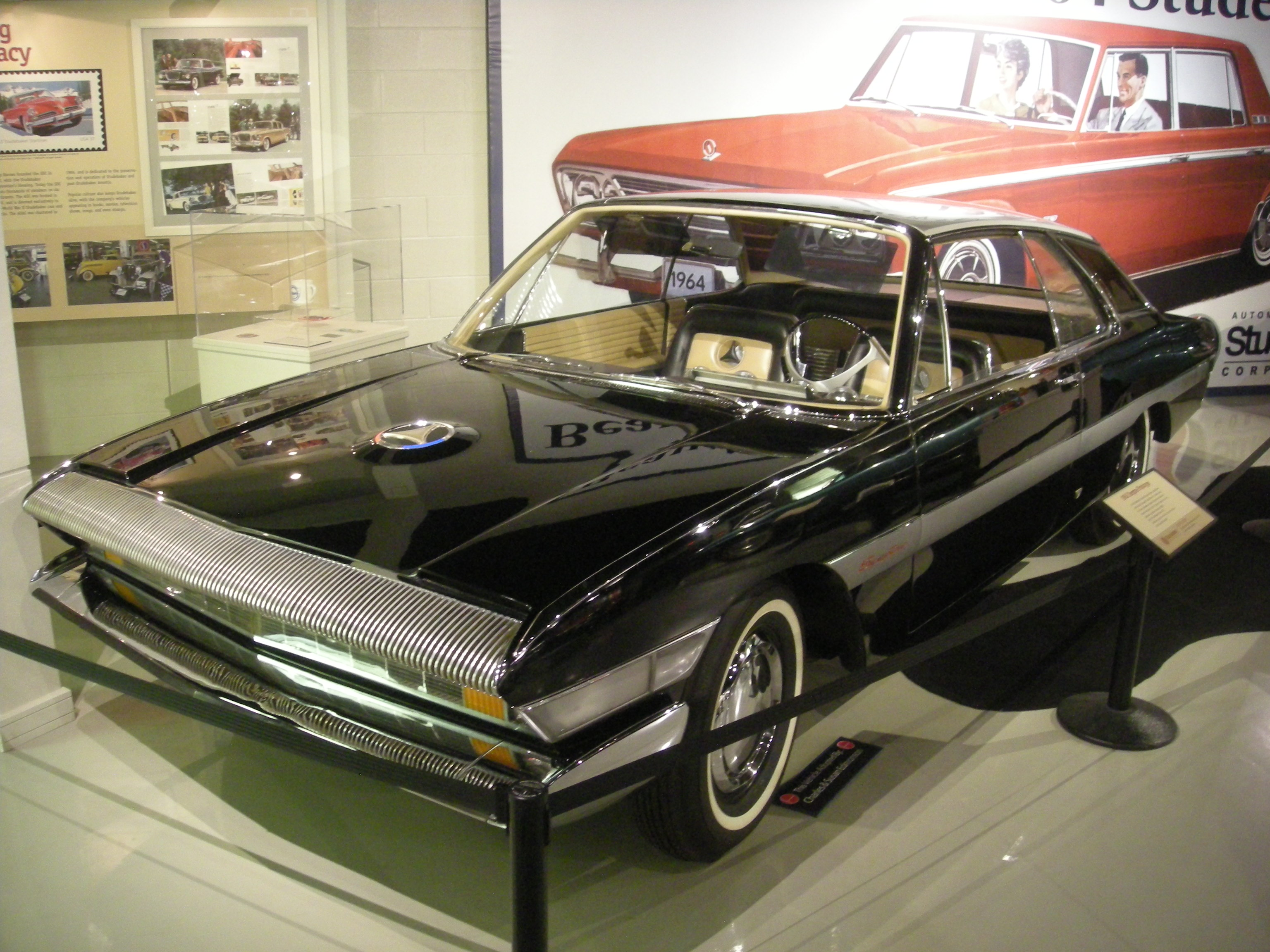
Der Studebaker Sceptre, die 1963/64 bei Sibona-Basano gebaute Studie, die der Designer Brooks Stevens für das Modelljahr 1966 entworfen hatte.

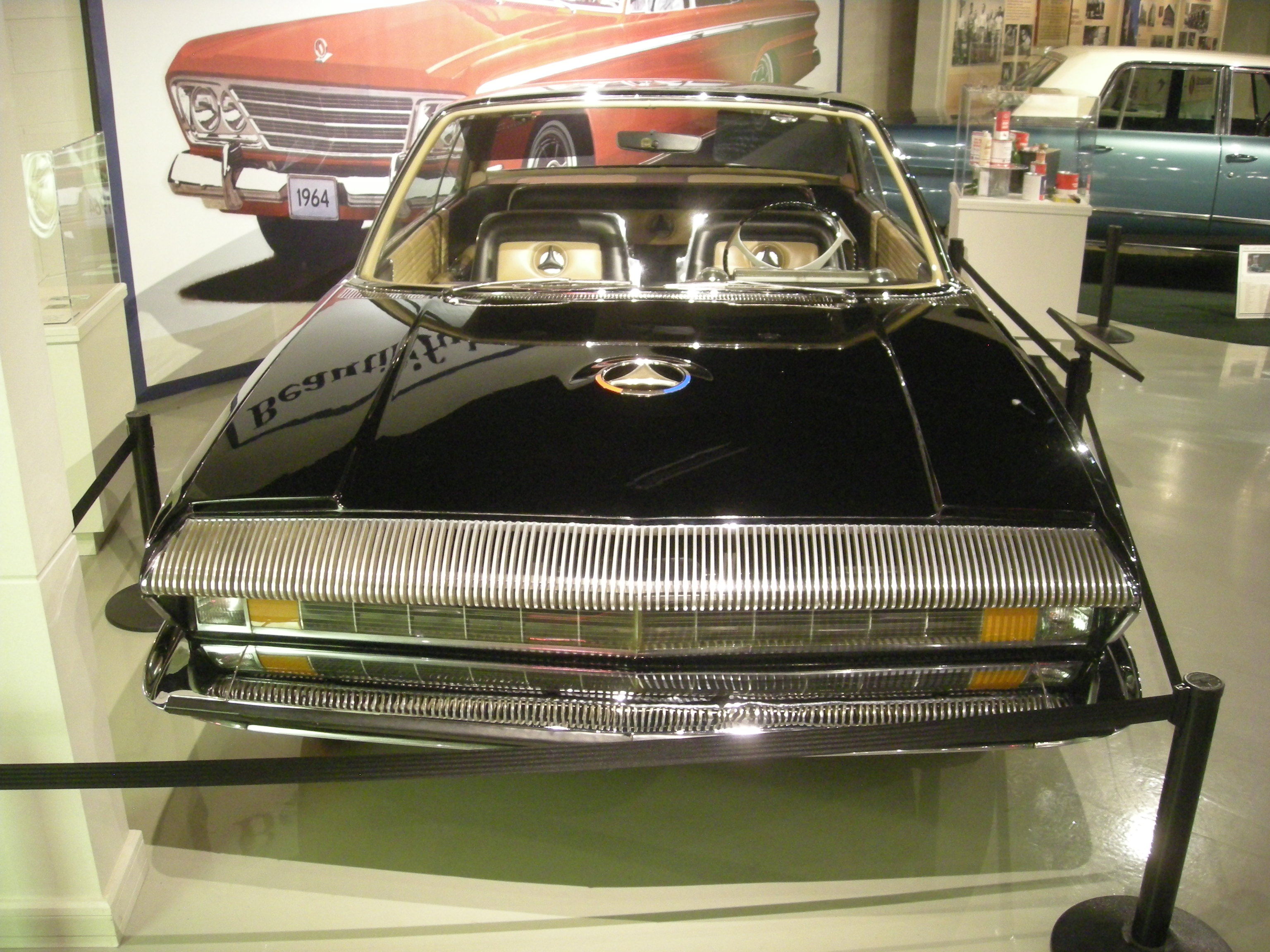
Die ebenso eigenständige wie eigenwillige Front des bei Sibona-Basano gebauten Studebaker Sceptre.

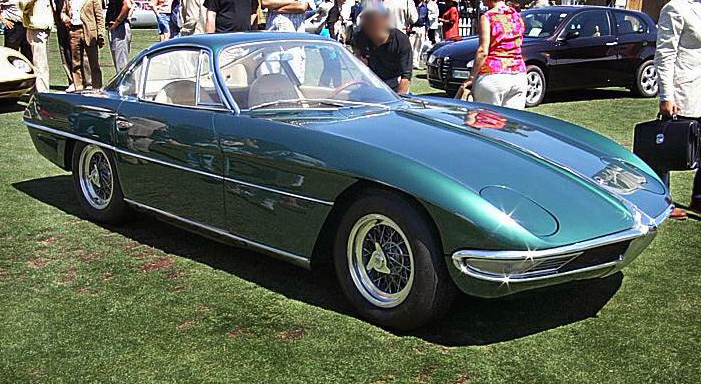
Ende 1963 verhandelten Ferruccio Lamborghini und Sibona-Basano über eine Kleinserienfertigung des Lamborghini 350 GTV, ehe Ersterer sich für eine Überarbeitung des Modells und den Karosseriebauer Touring entschied.

Sibona-Basano arbeitete parallel daran, sich einen eigenen Kundenstamm aufzubauen. So stellte das Unternehmen ab 1963 kontinuierlich Karosserien für den Turiner Sportwagenhersteller Abarth & C. in Kleinserie her.
Ab 1963 fertigte Sibona-Basano die Leichtmetallkarosserien für die Straßen- und Rennsportversionen des teuren, exklusiven Fiat Abarth Monomille GT, der in dieser Form auf dem Internationalen Auto-Salon Genf 1963 debütierte. Etwa zeitgleich kamen die weiterentwickelten Karosserien des hieran angelehnten Rennsportcoupés Fiat Abarth 1000 Bialbero hinzu. Die ursprüngliche Form stammte von Zagato, wo die Karosserien der Abarth-Coupés zunächst auch gebaut wurden. Mario Colucci, der Technische Direktor von Abarth, hatte die Form in der Folgezeit mehrfach überarbeitet, so auch mit Hilfe von Sibona-Basano zum Modelljahr 1963. Bei diesen Modellen löste die Carrozzeria Sibona-Basano das kaum bekannte Unternehmen Carrozzeria Beccaris als festen Abarth-Partner ab. Wegen der längeren Front und des pointierteren Hecks verwenden Markenliebhaber für die Fahrzeuge mit Sibona-Basano-Karosserie mitunter ergänzende Bezeichnungen wie „Longnose“ oder „Duck Tail“/„Coda d’Anatra“.
Ab 1963 war Sibona-Basano regelmäßig als Design- und Karosseriebauunternehmen auf großen internationalen Automobilausstellungen vertreten, teils mit Fahrzeugen nach eigenen Entwürfen, teils nach solchen von namhaften Designern. Zu dieser Zeit beschäftigte das Unternehmen 20 Mitarbeiter, darunter Karosseriebauer, Modellbauer, Blechformer, Restauratoren, Kräfte zur Fahrzeugaufbereitung, Galvanotechniker und Verwaltungspersonal.
Das Unternehmen debütierte 1963 mit einem eigenen Stand in seiner Heimatstadt auf dem 45. Salone Internazionale dell’Auto di Torino. Gezeigt wurden die Modelle Simca Cerbiatto und Simca Mistral 1500. Ersterer war ein zweisitziger Spider, der außer mit einem dünnen Stoffverdeck auch mit einem abnehmbaren, farblich kontrastierenden Hardtop ausgestattet werden konnte; er basierte auf der gekürzten Heckmotor-Bodengruppe des Simca 1000. Letzterer war ein 2+2-sitziges Cabriolet mit Komponenten des Mittelklasse-Modells Simca 1300/1500 mit Frontmotor.
Die Kritik an den von Sibona-Basano gestalteten Fahrzeugen fiel zwiespältig aus: So wurde zwar die „schöne Grundform“ des Ersteren gelobt, einige Details hingegen als „Gags“ bewertet. Auch Letzterem wurde bescheinigt, „im allgemeinen attraktiv“ zu sein, „seine Linienführung“ sei „aber unglücklicherweise durch eine unnötig überladene Front verdorben.“
Unklar ist, ob beide Modelle in Zusammenarbeit mit Abarth oder allein auf eigene Rechnung gebaut wurden. Auch ist unklar, ob Sibona-Basano über die Ausstellungsfahrzeuge hinaus weitere Einzelstücke beider Modelle baute, gegebenenfalls wie viele. Nach einer Quelle entstand von dem Modell Cerbiatto nur ein einziges Exemplar. Nach einer weiteren Quelle begutachtete Georges Hérel, der Präsident des inzwischen zu Chrysler gehörenden Unternehmens Simca, die beiden offenen Fahrzeuge auf dem Turiner Messestand; letztlich kam es jedoch nicht zur Übernahme der Modelle, unter anderem weil Hérel die Abarth-Auspuffanlagen störten und die beiden Unternehmen inzwischen ihre Zusammenarbeit beendet hatten.
Auf der Messe in Turin war auch der Lamborghini 350 GTV vorgestellt worden. Im Anschluss kam es zu Verhandlungen zwischen Ferruccio Lamborghini und der Carrozzeria Sibona-Basano, dort die Karosserien für eine Kleinserie des Sportwagens zu fertigen. Es kam jedoch nicht zu einer Produktion, da sich Lamborghini für eine Überarbeitung des Modells und eine nachfolgende Serienfertigung durch die Carrozzeria Touring entschied.
Stattdessen arbeitete Sibona-Basano 1963 und 1964 intensiv mit dem US-amerikanischen Designer Brooks Stevens und dem amerikanischen Automobilhersteller Studebaker zusammen. Für das finanziell angeschlagene US-Unternehmen hatte Stevens mehrere Personenwagen als Ausblick auf die Modelljahre 1964 bis 1966 entworfen. Mit dem vergleichsweise geringen Budget von 50.000 US-Dollar fertigte Sibona-Basano im Auftrag von Stevens drei Prototypen. Im Einzelnen entstanden
- der viertürige Kombi Studebaker Lark Skyview, bei dem der hintere Teil des Blechdaches zum Transport sperriger Gegenstände wie ein Schiebedach nach vorn geschoben werden konnte,
- die viertürige Hardtop-Limousine Studebaker Lark Cruiser mit sogenannten „Selbstmördertüren“ hinten, wobei alle Türen nach dem Gleichteileprinzip überkreuz gegeneinander ausgetauscht werden konnten, sowie
- das fünfsitzige Hardtop-Coupé Studebaker Sceptre mit zwei Türen und wegweisenden modernen Designmerkmalen.[27][28][29]

Stevens hatte sich auf eine Empfehlung seines Mitarbeiters Gordon Kelly hin an Sibona-Basano gewandt, nachdem er die dort karossierte Chevrolet Corvette Kelly-Vignale begutachtet hatte.
Ab 1963 fertigte Sibona-Basano zudem einzelstückweise den offenen, viersitzigen Strandwagen Fiat 500 Decathlon. Besonderheit des selbst entworfenen Modells war die teilweise eigenwillig gestaltete Karosserie aus glasfaserverstärktem Kunststoff (GFK) auf Basis des Fiat 500 D. In der Presse wurde mitunter seine „eigenwillige Karosserieprägung“ kritisiert. Sibona-Basano konkurrierte damit gegen vergleichbare Modelle wie den Ghia Jolly sowie die Savio-Modelle Jungla, Albarella und Spiaggina. Wie viele Fahrzeuge des Modells Decathlon in der Folgezeit entstanden, ist nicht bekannt.
Darüber hinaus schuf Sibona-Basano 1963/64 mit dem Tsé-Tsé den Prototyp eines äußerst kompakten zweisitzigen Stadtwagens. Merkmale waren wiederum der Heckmotor des Fiat 500 D und eine Karosserie aus GFK. Eine Besonderheit des eigenen Entwurfs war die nach vorne aufklappbare, auf beiden Seiten angeschlagene Einstiegshaube.

### 1964 – Vermehrte internationale Kooperationen

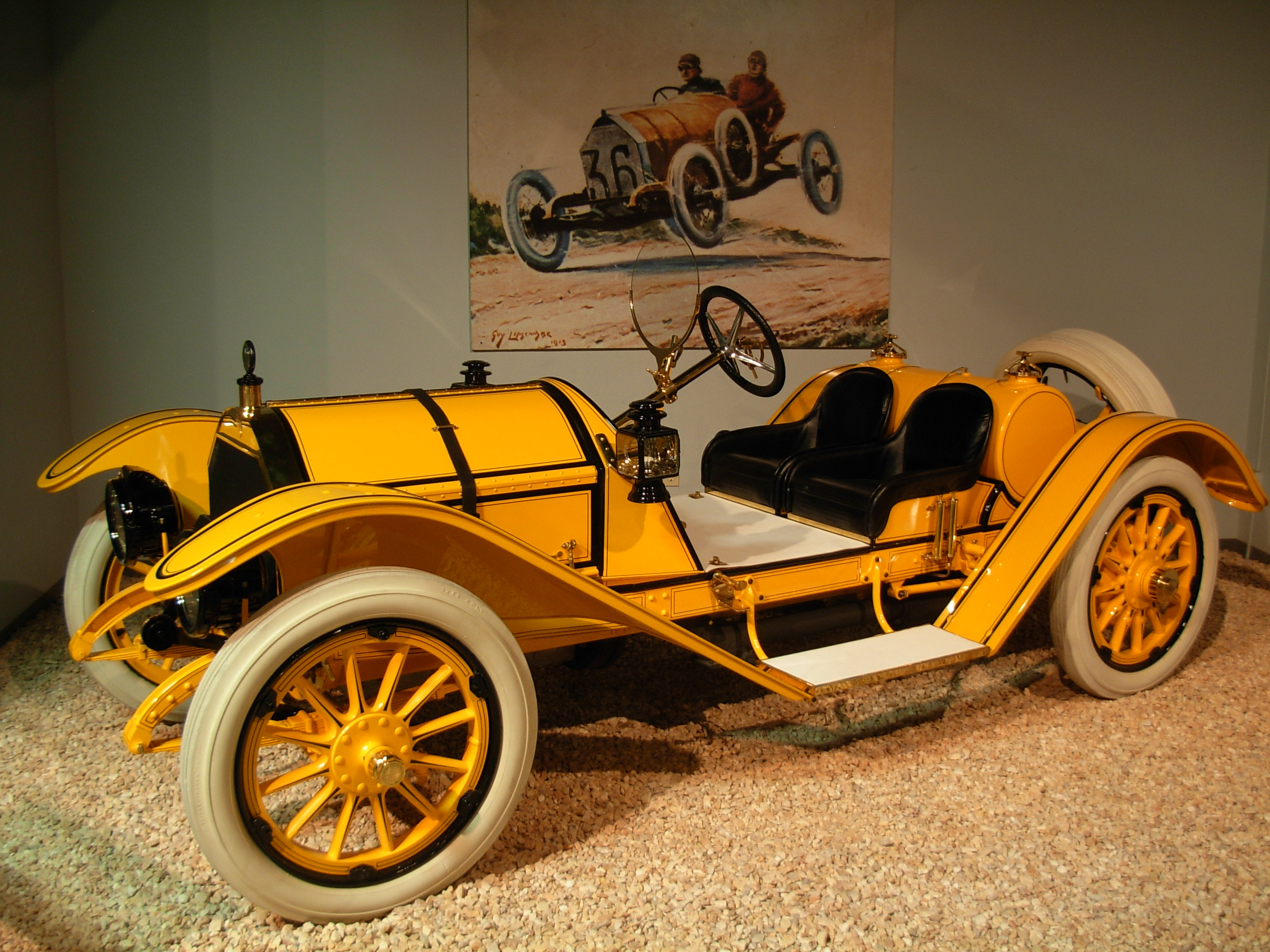
Ein Mercer Type 35 Raceabout, hier von 1913, konzeptionell und stilistisch das Vorbild für die von Vater und Sohn Exner gestaltete und 1964 von Sibona-Basano gebaute Mercer-Cobra.

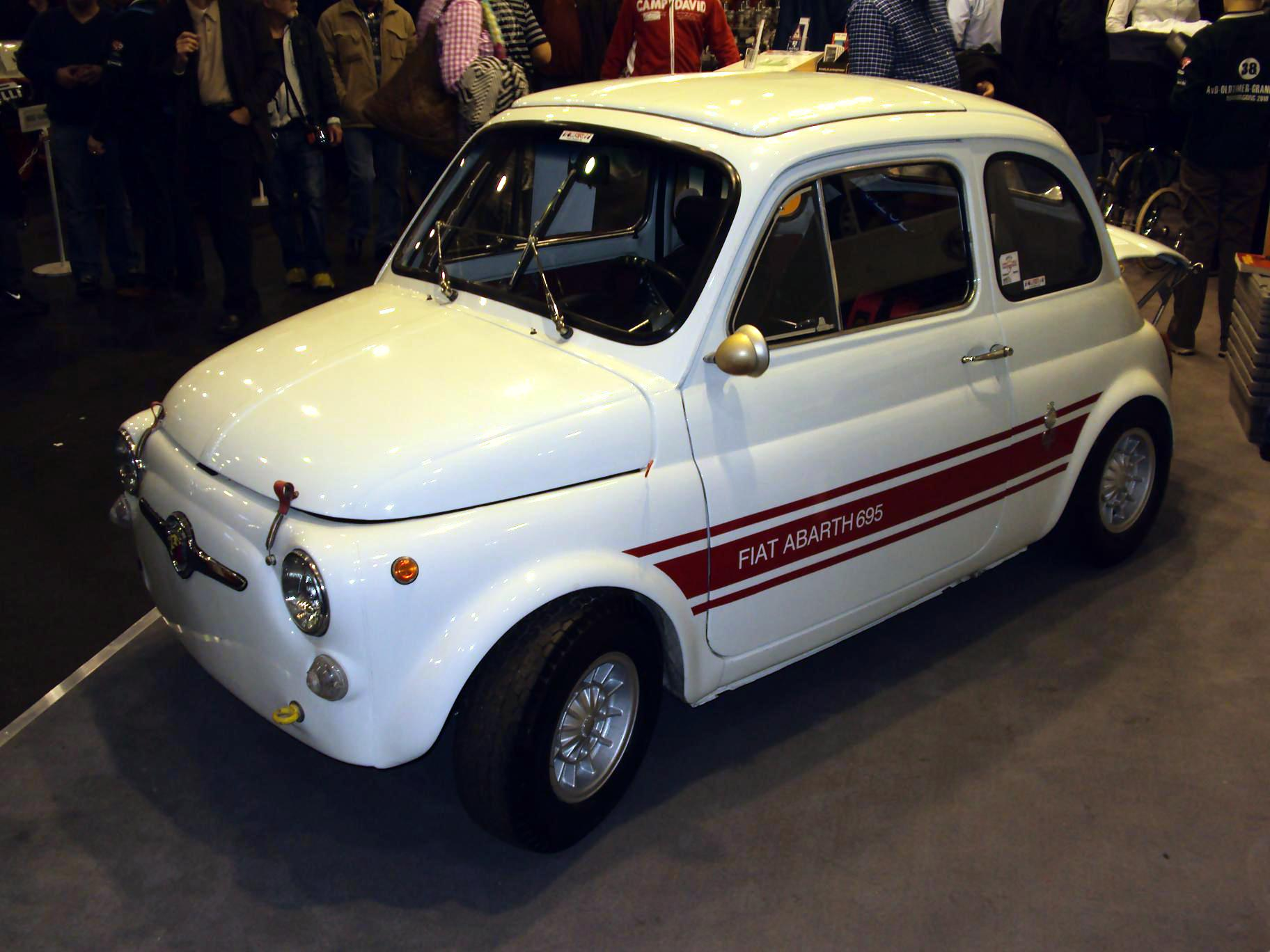
Ab Mitte 1964 fertigte Sibona-Basano leichte Dächer aus GFK mit aerodynamisch günstigen Abrisskanten für die Modelle Fiat Abarth 595 und 695.

Im Jahr 1964 kam es auf Empfehlung von Stevens zu einer Zusammenarbeit der US-amerikanischen Designer Virgil Exner sen. und jun. mit Sibona-Basano. Sie hatten die Mercer-Cobra entworfen, einen extravaganten offenen Sportwagen im neoklassischen Stil. Das zweisitzige, zweitürige Modell war eine Hommage an die frühere US-amerikanische Automobilmarke Mercer, die in ihrer ursprünglichen Form bereits 1925 aufgegeben worden war. Konzeptionell und in zahlreichen Details sollte es an den Mercer Type 35 Raceabout von 1911 erinnern, insbesondere durch zahlreiche Zierelemente in unterschiedlichen Kupfer- und Messingtönen. Das Projekt war Teil einer ersten Serie von sogenannten „Revival Cars“, mit denen Exner sen. und jun. untergegangene Automobilmarken würdigen wollten, neben Mercer auch Duesenberg, Packard und Stutz.
Einen Geldgeber, um die Mercer-Cobra als fahrfähiges Einzelstück zu realisieren, fanden Vater und Sohn Exner in der amerikanischen Gesellschaft Copper Development Association, Inc. aus New York, die das Fahrzeug mit den auffälligen Zierelementen als Werbe- und Imageträger nutzen wollte, auch um Alternativen zu dem immer stärker verbreiteten Chromzierrat zu bieten.
Die Carrozzeria Sibona-Basano setzte die Exner-Zeichnungen wunschgemäß auf einem deutlich verlängerten AC-Cobra-Fahrgestell mit dem zugehörigen Ford-V-8-Motor um. Vater und Sohn Exner hatten sich dabei bewusst für das günstigere Angebot von Sibona-Basano und gegen das teurere Angebot der Carrozzeria Ghia entschieden, mit denen sie in der Vergangenheit schon wiederholt zusammengearbeitet hatten. Nach einer anderen Quelle entschieden sich Vater und Sohn Exner gegen das Unternehmen Ghia, weil es nach dem Tod Luigi Segres in finanzielle Schwierigkeiten geraten war und gegenüber Beratern wie Exner jun. vorübergehend die Zahlung fälliger Honorare eingestellt hatte.
Das fertige Fahrzeug debütierte im Oktober 1964 auf dem Stand der französischen Ford-Niederlassung beim Automobilsalon von Paris. Im November stellte es Sibona-Basano mit zwei weiteren Kreationen auf dem eigenen Stand des Automobilsalons von Turin aus. Regelmäßig über beinahe zehn Jahre hinweg diente die Mercer-Cobra der Copper Development Association weltweit als Aufsehen erregendes Showcar auf vielen großen Automobilausstellungen.
Die beiden weiteren Ausstellungsstücke auf dem Stand der Carrozzeria Sibona-Basano in Turin 1964 waren der bereits einzelstückweise gefertigte Strandwagen Fiat 500 Decathlon sowie der Stadtwagen-Prototyp Tsé-Tsé.
Schon ab Mitte 1964 produzierte Sibona-Basano im Werksauftrag leichte Dächer aus GFK für die Modelle Fiat Abarth 595 und 695; sie wurden gegen Aufpreis anstelle der Schiebedächer aus Stoff montiert. Neben einem Gewichtsvorteil verbesserten sie die Aerodynamik durch Abrisskanten am Heck.
Im Jahr 1964 begann ferner eine kurze, intensive Zusammenarbeit von Sibona-Basano mit dem italienischen Produktdesigner Pio Manzù und dem in der Bundesrepublik Deutschland entstandenen Team Autonova. Hinter dem Projekt standen neben Manzù der deutsche Produktdesigner Michael Conrad, wie Manzù ein Absolvent der angesehenen Hochschule für Gestaltung Ulm, sowie der automobilkritische Motorjournalist Fritz B. Busch.
Zunächst begann Sibona-Basano 1964 mit den Arbeiten an dem Prototyp NSU Autonova GT, ein modern gestaltetes Schrägheck-Coupé mit mehreren Innovationen. Es basierte auf der Heckmotor-Bodengruppe des noch in der Entwicklung befindlichen NSU Prinz 1000 TT mit dem 1,1-Liter-Reihenmotor des neuen NSU Typ 110 mit vier Zylindern und 55 PS/40 kW. NSU stellte die wesentlichen mechanischen Komponenten zur Verfügung und übernahm auch die Kosten zur Herstellung der Karosserie. Weitere Unterstützung erhielt das Team Autonova von den Automobilzulieferern Recaro, VDO, Veith-Pirelli und Boge.

### 1965 – Engere Kontakte nach Deutschland und Aufbau eines frühen Minivans

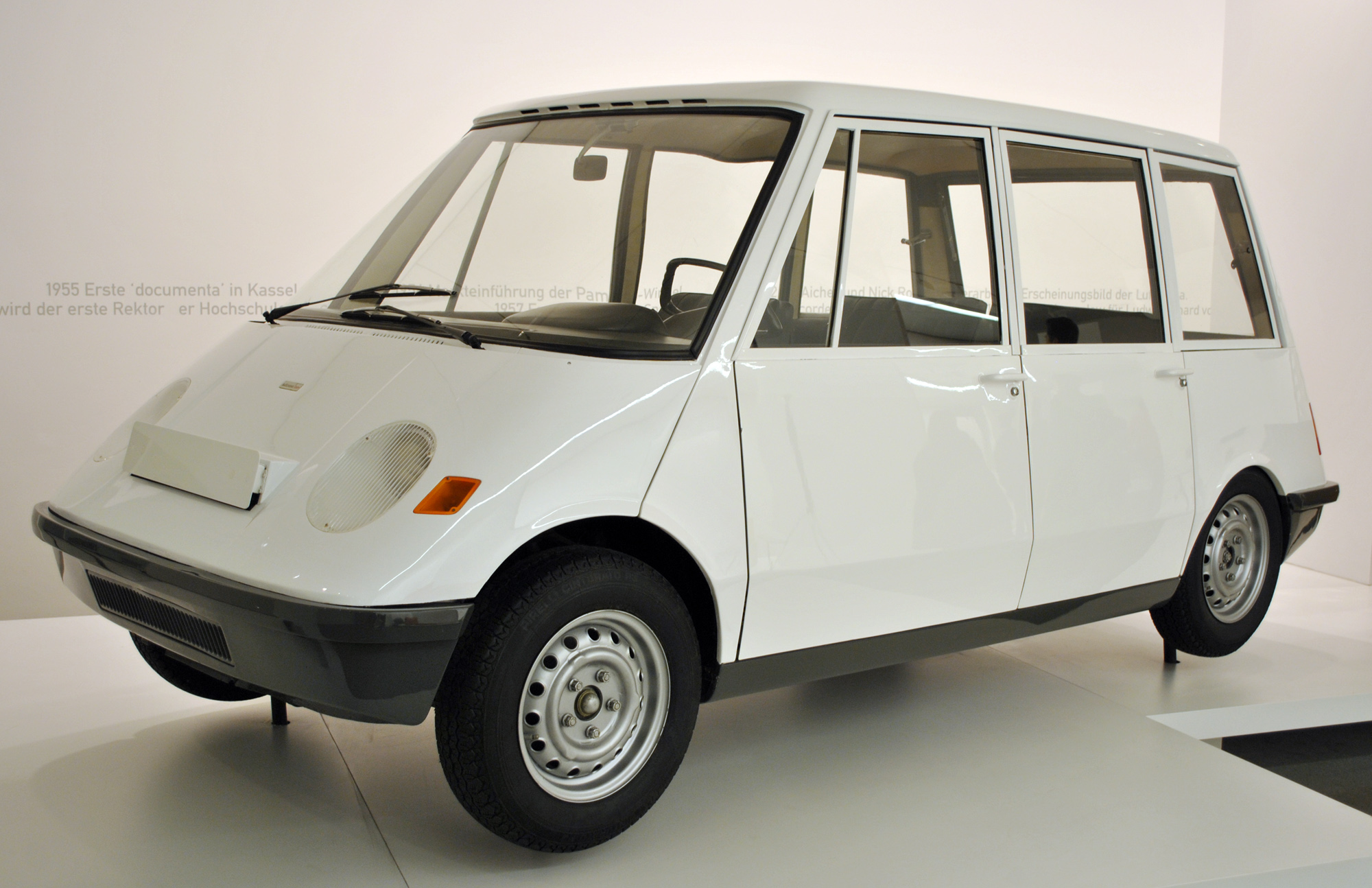
Die Großraumlimousine Autonova Fam von 1965, einer der ersten Minivans, entworfen durch das bundesdeutsche Team Autonova, gebaut bei Sibona-Basano.

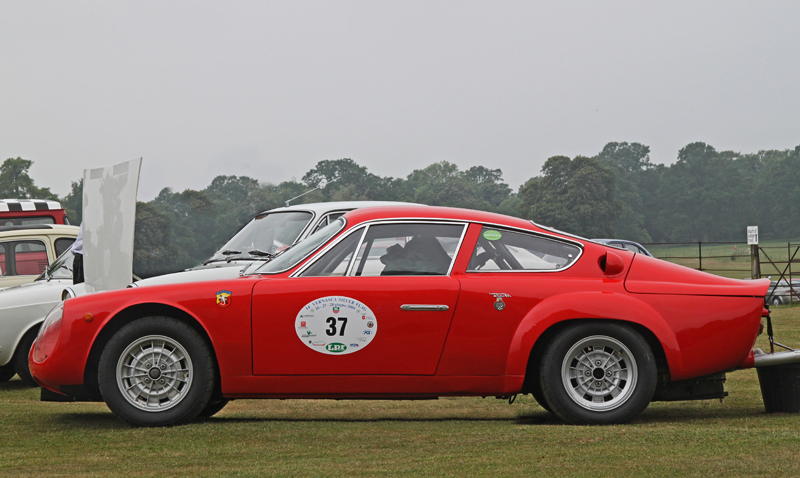
Ein Abarth Simca 2000 GT, hier die „Shortnose“-Version von Beccaris (1964); im Seitenprofil ist gut das längere „Duck Tail“ zu erkennen, wie es auch die bei Sibona-Basano eingekleideten Fahrzeuge aufweisen.

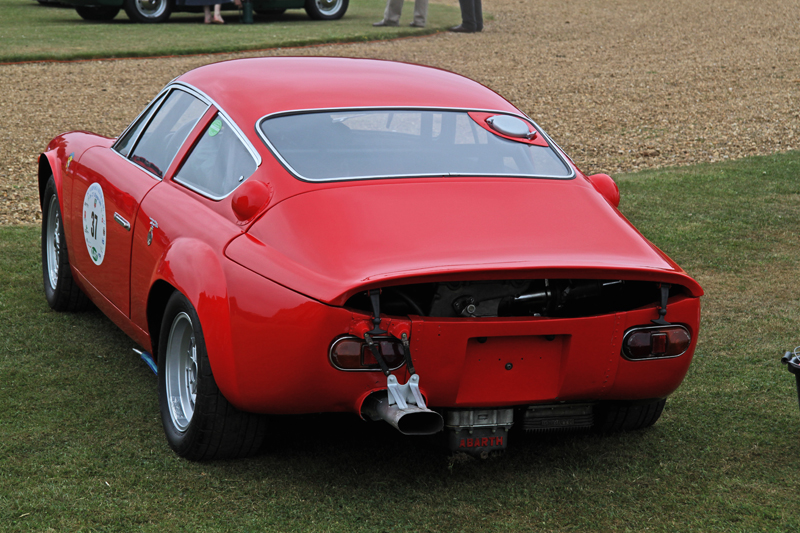
Das längere Heck mit Abrisskante entsprach neuesten aerodynamischen Erkenntnissen; der größere Anpressdruck bei höheren Geschwindigkeiten erlaubte schnellere Kurvenfahrten.

Sodann begannen 1965 die Arbeiten an dem zweiten Autonova-Modell, der wegweisenden Großraumlimousine Autonova Fam, einem der ersten Minivans. Charakteristisch waren eine variable Innenraumgestaltung und eine horizontal geteilte Heckklappe. Ungewöhnliche Details waren ein halbautomatisches Getriebe mit elektro-hydraulischer Schaltvorrichtung, eine beladungsunabhängige Niveauregulierung sowie eine extrem progressive Lenkung, die die Lenkbewegung von Anschlag zu Anschlag auf lediglich 280° reduzierte. Weitere Besonderheiten waren das trapezförmige Zweispeichen-Lenkrad, das auch alle Schalter einschließlich Handgas trug, sowie das übersichtliche Armaturenbrett mit nur einem einzigen Kombiinstrument.
Konventionell war noch die Auslegung mit Frontmotor und Hinterradantrieb. Der 1,3-Liter-Reihenvierzylindermotor mit einer Leistung von 60 PS/44 kW stammte von dem in der Entwicklung befindlichen Glas 1304. Die Kosten für den Bau der Karosserie übernahm der Reifenhersteller Veith-Pirelli.
Die beiden von Sibona-Basano aufgebauten Autonova-Fahrzeuge feierten ihre viel beachtete Premiere auf der Internationalen Automobil-Ausstellung 1965 in Frankfurt am Main; der GT wurde auf dem Stand von NSU präsentiert, der Fam bei Veith-Pirelli. Trotz vieler positiver Kritiken kam es letztlich nicht zu einer Serienfertigung eines der Modelle: NSU legte seine Prioritäten auf die Limousine Ro 80 mit Wankelmotor und die Hans Glas GmbH geriet in finanzielle Schwierigkeiten, die kurz darauf zur Übernahme durch BMW führten.
Auf einem eigenen Stand präsentierte Sibona-Basano in Frankfurt die drei Modelle, die im Jahr zuvor bereits in Turin gezeigt worden waren.
Nachdem Fiat 1965 den 500 D durch das überarbeitete Modell 500 F ersetzt hatte, nahm Sibona-Basano dies zum Anlass, den Strandwagen Decathlon optisch zu überarbeiten. Neben der modernisierten Technik erhielt er eine veränderte Kofferraumhaube vorn, eine stärker gerundete Windschutzscheibe mit angepasstem Rahmen sowie geglättete Flanken; die hinteren Radausschnitte waren nun ebenfalls rund und ausgestellt, das Heck glatter und mit den originalen Rückleuchten des Ausgangsmodells versehen.
Parallel erfuhr die Zusammenarbeit zwischen Sibona-Basano und Abarth vielfältige Veränderungen:
- Im Laufe des Jahres endete die Karosseriefertigung für den Fiat Abarth Monomille GT mit dessen Produktionseinstellung.[18] Wie viele Fahrzeuge dieses Modells mit einer Karosserie von Sibona-Basano aufgebaut wurden, ist unklar. Schätzungen gehen von nur zweistelligen Fertigungszahlen aus, wodurch sich das heute geringe Angebot an Fahrzeugen dieses Modells erklärt.
- Neu hinzu kam die Fertigung von Leichtmetallkarosserien für den Rennsportwagen Abarth Simca 2000 GT Serie II (Longnose),[39] der bei Bedarf auch mit kleineren Vierzylindermotoren mit 1300 und 1600 Kubikzentimeter Hubraum erhältlich war.
- Ab Mai 1965 stellte Sibona-Basano auch die Kunststoffkarosserien des neuen Rennsportwagens Abarth 1300OT Coupé aus GFK-Material her, zumeist in der Version Periscopio Coupé mit einer charakteristischen, periskopartigen Frischluftzuführung;[4][40] bei Bedarf waren auch größere Vierzylindermotoren mit 1,6 Liter und 2,0 Liter Hubraum als 1600OT und 2000OT erhältlich.

### 1966 – Letzte Karosseriebauaufträge

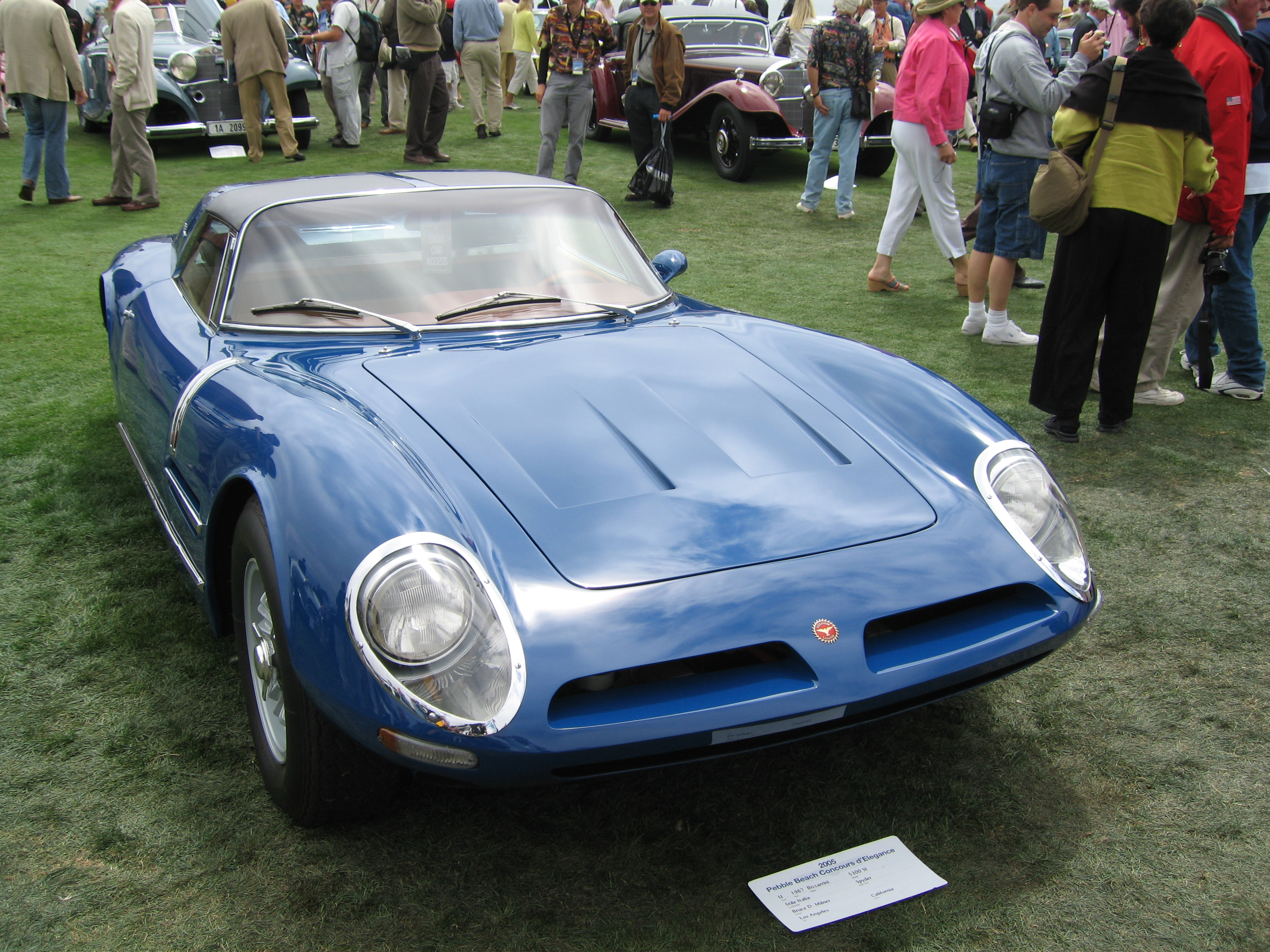
Ein Bizzarrini 5300 Spyder S.I.; Sibona-Basano entwickelte diese offene Variante 1966 als Partner des Designhauses Stile Italia und baute die ersten beiden von nur drei Exemplaren.

Im März 1966 endete die Fertigung der Kunststoffkarosserien für den Abarth 1300OT bereits, wobei die Komplettierung und der Verkauf der Fahrzeuge durch Abarth noch bis zumindest 1967 fortdauerte. Ob die zu Homologationszwecken benötigten 50 Exemplare in den Folgemonaten tatsächlich alle komplettiert wurden, erscheint aus heutiger Sicht fraglich.
Im weiteren Verlauf des Jahres endete bei Sibona-Basano mit der Einstellung der betreffenden Modelle durch Abarth auch die Fertigung der Leichtmetallkarosserien für den Fiat Abarth 1000 Bialbero und den Abarth Simca 1300 GT/2000 GT Serie II. Wie viele Fahrzeuge dieser beiden Modelle mit einer Karosserie von Sibona-Basano aufgebaut wurden, ist ebenfalls unklar. Schätzungen gehen hier ebenfalls von nur jeweils zweistelligen Fertigungszahlen aus.
Damit endete die erfolgreiche Zusammenarbeit von Abarth und Sibona-Basano, die noch Ende 1965 mit dem Gewinn der Sportwagen-Weltmeisterschaft in der Division I (bis 1300 cm³ Hubraum) gekrönt worden war; der Erfolg wiederholte sich Ende 1966 und 1967, ohne dass er sich für Sibona-Basano noch hätte auszahlen können.
Dafür kam das Turiner Unternehmen 1966 mit dem italienischen Sportwagenhersteller Bizzarrini in Kontakt. Giotto Bizzarrini hatte ursprünglich geplant, zusätzlich zu dem Sportcoupé GT 5300 einhundert Stück als offenen Spyder herzustellen. Ein erster Spyder-Prototyp mit abnehmbarem Targabügel war zu verwindungsfreudig, sodass das Konzept für die „Serienfahrzeuge“ überarbeitet wurde. Den Auftrag für die Entwicklung und den Aufbau der Spyder hatte Bizzarrini an Stile Italia gegeben, das jedoch wesentliche Entwicklungs- und Metallarbeiten von ihrem Kooperationspartner, der Carrozzeria Sibona-Basano, ausführen ließ. Die Komplettierung der Autos übernahm einigen Quellen zufolge der Turiner Spezialbetrieb Carbondio.
Die Arbeiten waren letztlich sehr aufwendig und Bizzarrini fehlte das notwendige Kapital für eine Serienfertigung der offenen Variante. So entstanden tatsächlich nur drei Exemplare des 5300 Spyder S.I., davon zwei mit Karosserien von Sibona-Basano:
- der erste Serien-Spyder mit der Fahrgestellnummer BA4 108 in Rot, der zusätzlich einen speziell modifizierten Innenraum erhielt und 1967 in die USA ausgeliefert wurde, sowie
- der zum 5300 Spyder S.I. umgebaute ursprüngliche Spyder-Prototyp in Silber, der nachträglich die Fahrgestellnummer IA3 0245 erhielt und bis Ende 1969 im Eigentum des Sportwagenherstellers Bizzarrini blieb.[41]

### Das Ende des Unternehmens
Das Unternehmen Carrozzeria Sibona-Basano, s.n.c. stellte seine Aktivitäten gegen Ende 1966 ein. Pietro Sibona beendete die unternehmerische Zusammenarbeit mit den Brüdern Basano und nahm das Angebot von OSI an, dort Leiter der Prototypenwerkstatt zu werden. Er bekleidete diese Position bis November 1967, als OSI das hauseigene Centro Stile e Esperienze aufgab und Fiat viele Mitarbeiter in das eigene Designzentrum übernahm. Sergio Sartorelli, der letzte Designchef von OSI, bezeichnete Pietro Sibona rückblickend als den „perfekten Leiter der Prototypenwerkstatt“.
Nach einer Quelle war Sibona-Basano 1966 in finanzielle Schwierigkeiten geraten, nachdem die Abarth-Aufträge ausgelaufen waren und keine ausreichend lukrativen Folgeaufträge erlangt werden konnten. Auch die eigenen Entwürfe führten nicht zu ausreichenden Einnahmen. Von den Brüdern Basano wechselte der für die Gestaltung verantwortliche als Abteilungsleiter zur Carrozzeria Vignale. Zu seinem weiteren Werdegang sowie demjenigen von Elio Basano liegen keine näheren Informationen vor.
Etwa 30 der Leichtmetallkarosserien, die Sibona-Basano ursprünglich für Abarth gefertigt hatte, befanden sich 1968 im Fiat-Werk in Turin. Unklar ist, ob sie über Carlo Abarth oder über Pietro Sibona und OSI dorthin gelangten. Vertreter des britischen Abarth-Importeurs Radbourne Racing entdeckten sie dort, kauften sie auf und nutzten sie ab 1968 als Grundlage für den eigenen, in zwölf Exemplaren gebauten Sportwagen Radbourne Abarth beziehungsweise Radbourne 1300 GT.

## Das Firmensignet

Das Firmensignet der Carrozzeria Sibona-Basano

Das Firmensignet der Carrozzeria Sibona-Basano zeigt ein breites Wappenschild und wirkt mit der Beschränkung auf die Farben Weiß, Schwarz und Gold elegant und edel. Im oberen Bereich steht der leicht gebogene Schriftzug „SIBONA-BASANO“ in goldfarbenen Buchstaben auf schwarzem Grund. Mittig darunter befindet sich in einem kleineren und kürzeren Feld der Schriftzug „TORINO“ in goldfarbener Schrift auf weißem Grund. Die restliche Fläche ist längs geteilt: Links steht ein großes schwarzes „S“ auf weißem Grund, rechts ein großes weißes „B“ auf schwarzem Grund. Jedes Feld hat eine dünne goldfarbene Umrandung und das Logo insgesamt einen breiten goldfarbenen Rahmen.
Dieses Signet ist an den meisten von Sibona-Basano gebauten Karosserien angebracht, jedoch nicht an allen; es fehlt insbesondere an vielen Abarth-Fahrzeugen.

## Versteigerungsergebnisse

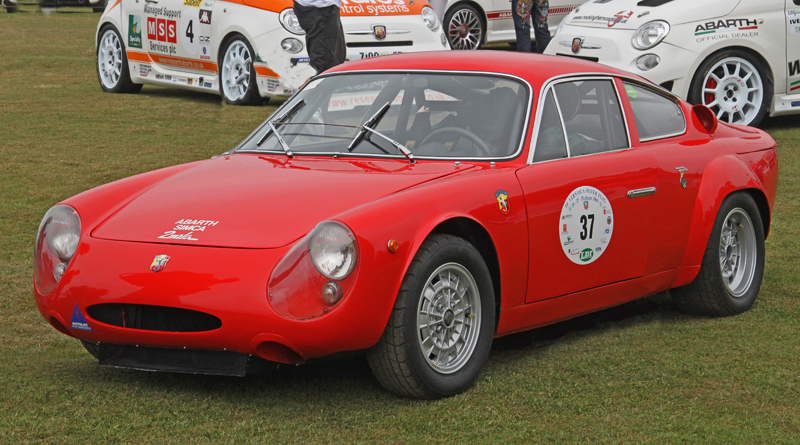
Ein Abarth Simca 2000 GT (Shortnose), der Vorläufer der von Sibona-Basano gebauten „Longnose“-Variante, erzielte 2014 bei einer Versteigerung 219.900 £.

Bei einer Versteigerung in Monterey, Kalifornien erzielte das von Sibona-Basano karossierte Mercer-Cobra-Einzelstück 2011 einen Verkaufspreis von 660.000 $.
Im September 2014 wurde ein Abarth 1300OT Periscopio Coupé aus dem Jahr 1967 mit einer Karosserie von Abarth/Sibona-Basano in Goodwood, Großbritannien für 214.300 £ versteigert.
Zum Abarth Simca 2000 GT Serie II (Longnose) mit Karosserie von Sibona-Basano liegen keine aktuellen Notierungen vor, Anhaltspunkte liefern jedoch die „Shortnose“-Modelle mit einer Karosserie von Beccaris: Im September 2014 erzielte ein solches Modell, wiederum bei der Versteigerung in Goodwood, einen Verkaufspreis von 219.900 £.
Im Februar 2015 wurde ein Fiat Abarth 1000 Bialbero Long-Nose „World Champion“ Competition Coupe aus dem Jahr 1964 mit einer Karosserie von Sibona-Basano in Paris für 161.000 € versteigert.

## Miniaturmodelle
Mehrere der von Sibona-Basano karossierten Fahrzeuge sind oder waren in verkleinertem Maßstab als Sammlermodelle erhältlich. Bei Renwal erschien als Teil der kompletten „Revival-Car“-Serie ein Modellbausatz der Mercer-Cobra aus Plastik im Maßstab 1 : 25 bereits vor dem Bau des Originalfahrzeugs. Im Jahr 2011 stellte der Modellbauspezialist Spark eine auf einhundert Sets limitierte Modellautoserie mit allen drei Bizzarrini 5300 Spyder S.I. im Maßstab 1 : 43 her. Ebenfalls von Spark stammen verschiedene, im Original von Sibona-Basano karossierte Abarth-Modelle im Maßstab 1 : 43, namentlich der Fiat Abarth 1000 Bialbero von 1963, der Abarth Simca 1300 GT von 1965 und der Abarth 1300OT von 1966.

## Übersicht über die beiSibona-Basanogebauten Automobile und Karosserien
- 1962: Designstudie nach einem Entwurf von Virgil Exner jun. für das Karosseriebauunternehmen Ghia, raketenartiges Experimentalfahrzeug mit einzelnem Vorderrad im Stil der späteren Fahrzeuge für Landgeschwindigkeitsrekorde;
- ab 1963: Fiat Abarth Monomille GT (Straßen- und Rennsportversionen, bis 1965) und Fiat Abarth 1000 Bialbero (Rennsportcoupé, bis 1966); Bau der Leichtmetallkarosserien im Auftrag von Carlo Abarth nach Entwürfen von Mario Colucci;
- 1963: Simca Cerbiatto, ein zweisitziger Spider, wahlweise mit Hardtop, auf Basis einer gekürzten Bodengruppe des Simca 1000 nach einem eigenen Entwurf;
- 1963: Simca Mistral 1500, ein 2+2-sitziges Cabriolet mit Komponenten des Simca 1300/1500 nach einem eigenen Entwurf;
- 1963/64: drei Prototypen für Studebaker nach Entwürfen von Brooks Stevens als Ausblick auf die Modelljahre 1964 bis 1966: Studebaker Lark Skyview, ein viertüriger Kombi; Studebaker Lark Cruiser, eine viertürige Limousine; Studebaker Sceptre, ein fünfsitziges Hardtop-Coupé;
- ab 1963: Fiat 500 Decathlon, einzelstückweise Fertigung eines offenen, viersitzigen Strandwagens mit Kunststoffkarosserie auf Basis des Fiat 500 D nach einem eigenen Entwurf;
- 1963/64: Tsé-Tsé, Prototyp eines zweisitzigen Stadtwagens mit Heckmotor des Fiat 500 D, Kunststoffkarosserie und nach vorne aufklappbarer Einstiegshaube nach einem eigenen Entwurf;
- 1964: Mercer-Cobra nach einem Entwurf von Virgil M. Exner sen. und jun., fahrfähiges Einzelstück eines offenen, zweisitzigen Sportwagens im neoklassischen Stil als Hommage an den Mercer Type 35 Raceabout von 1911 auf Basis eines verlängerten AC-Cobra-Fahrgestells im Auftrag der US-amerikanischen Copper Development Association, Inc. mit zahlreichen Zierelementen in unterschiedlichen Kupfer- und Messingtönen;
- 1964/65: NSU Autonova GT, ein 2+2-sitziges Coupé auf der Bodengruppe eines NSU 1000 TT mit dem Motor eines NSU Typ 110 nach einem Entwurf des Team Autonova (Pio Manzù, Michael Conrad, Fritz B. Busch);
- 1965: Autonova Fam, eine fünfsitzige Großraumlimousine mit vier Türen und Heckklappe mit Komponenten des Glas 1304 und einem halbautomatischen Getriebe, ebenfalls nach einem Entwurf des Team Autonova (Pio Manzù, Michael Conrad, Fritz B. Busch);
- ab 1965: Fiat 500 Decathlon, einzelstückweise Fertigung des überarbeiteten Strandwagens (bis 1966), nun auf Basis des modernisierten Fiat 500 F;
- ab 1965: Karosseriebau für mehrere Abarth-Rennsportwagen, namentlich der Leichtmetallkarosserien des Abarth Simca 1300 GT/2000 GT Serie II (Longnose) (bis 1966) sowie der Kunststoffkarosserien des Abarth 1300OT Periscopio Coupé (bis 1966, angeblich 50 Exemplare);
- 1966: Bizzarrini 5300 Spyder S.I., Entwicklung und Bau der Leichtmetallkarosserien für zwei der insgesamt drei offenen zweisitzigen Sportwagen im Auftrag von Giotto Bizzarrini und Stile Italia.